# L'arcangelo (album)
L'arcangelo è il diciottesimo album musicale di Ivano Fossati uscito il 3 febbraio 2006.

## Descrizione
L'album, che si discosta nei suoni e nelle atmosfere dal precedente Lampo viaggiatore, presenta undici brani inediti. Fra questi, L'arcangelo, che nell'arrangiamento ricorda La pianta del tè, Il battito e Denny. Quest'ultimo pezzo tratta di un amore omosessuale.
L'intervallo di uscita fra questo album ed il precedente è stato di tre anni. La scrittura ha richiesto meno tempo del solito, i testi sono immediati ed a tratti ironici (La cinese). La lavorazione è iniziata negli studi di Claudio Fossati a Leivi ed è proseguita poi a Grottaferrata ed a Bologna. La produzione di Claudio Fossati e Pietro Cantarelli si serve meno del pianoforte e più delle chitarre elettriche, portando il suono verso soluzioni ben apprezzabili nelle versioni dal vivo.
L'uscita dell'album è stata preceduta il 13 gennaio 2006 da quella del singolo da esso estratto: Cara democrazia.
Con il brano che apre l'album, Ho sognato una strada, il cantautore genovese partecipa al Festivalbar 2006.

## Tracce
Testi e musiche di Ivano Fossati tranne dove diversamente indicato.
1. Ho sognato una strada – 3:21
2. Denny – 3:16 (testo: Fossati – musica: Cantarelli)
3. Cara democrazia – 3:37
4. L'amore fa – 3:35
5. L'arcangelo – 3:34
6. Il battito – 5:06
7. La cinese – 4:23
8. Baci e saluti – 4:36
9. Reunion – 4:02
10. Aspettare stanca – 5:14
11. Pianissimo – 3:42

## Formazione
- Ivano Fossati: voce, pianoforte, chitarra elettrica e armonica
- Pietro Cantarelli: pianoforte, programmazione, Fender Rhodes, organo Hammond, fisarmonica e tastiera
- Paolo Costa, Daniele Mencarelli: basso e contrabbasso
- Claudio Fossati: batteria
- Massimo Varini: chitarra acustica ed elettrica,
- Riccardo Galardini: chitarra acustica ed elettrica, chitarra a 12 corde
- Fabrizio Barale: chitarra elettrica
- Ernesttico Rodriguez: percussioni
- Mirko Guerrini: sassofono tenore, sassofono contralto, sassofono soprano e flauto traverso